# Friedemann Schmoll
Friedemann Schmoll (* 12. April 1962 in Esslingen am Neckar) ist ein deutscher Kultur- und Literaturwissenschaftler und arbeitet als Autor.

## Leben
Schmoll leistete seinen Zivildienst im Naturschutzgebiet Wollmatinger Ried am Bodensee. Von 1984 bis 1991 studierte er Empirische Kulturwissenschaft und Neuere deutsche Literaturwissenschaft in Tübingen. 1994 wurde er mit einer Studie zum Spannungsfeld nationaler und regionaler Erinnerungskultur in Württemberg promoviert.
Er arbeitete als Journalist und Museumsberater. Von 1997 bis 2002 war er wissenschaftlicher Angestellter am Ludwig-Uhland-Institut für Empirische Kulturwissenschaft der Universität Tübingen. 2001 wurde er in Tübingen mit einer Arbeit zur Geschichte des deutschen Naturschutzes um 1900 habilitiert. Von 2003 bis 2006 war er wissenschaftlicher Mitarbeiter bei der Forschungsgruppe zur Geschichte der Deutschen Forschungsgemeinschaft 1920–1970 Berlin-Freiburg-Heidelberg. Darin betreute er das wissenschaftliche Einzelprojekt zum Atlas der deutschen Volkskunde. Er hatte Gast- und Vertretungsprofessuren in Marburg, Hamburg und Augsburg inne, sowie Lehraufträge in Basel und Zürich.
Seit Oktober 2012 hält er einen Lehrstuhl für Volkskunde (Empirische Kulturwissenschaft) an der Friedrich-Schiller-Universität Jena.

## Forschung
In seinen Studien legte er den Schwerpunkt auf den regionalen Denkmalkult in Württemberg und die Geschichte des Natur- und Umweltschutzes. Er ist außerdem Hobbyornithologe.
Im Bezug auf das Wiederheimischwerden des Wolfes in Deutschland sagte Schmoll 2014: Durch den Einzug der Wölfe als wildlebende Raubtiere werden wir Menschen mit der Wildnis konfrontiert. Diese kennen wir hier gar nicht mehr.

## Publikationen (Auswahl)
- Verewigte Nation: Studien zur Erinnerungskultur von Reich und Einzelstaat im württembergischen Denkmalkult des 19. Jahrhunderts. Silberburg-Verlag, Tübingen 1995, ISBN 3-87407-195-2.
- Erinnerung an die Natur. Die Geschichte des Naturschutzes im deutschen Kaiserreich. Campus, Frankfurt am Main 2004, ISBN 3-593-37355-6.
- mit Katja Hetzke: Warum feiern wir Geburtstag? Eine kleine Kulturgeschichte des Geburtstagsfestes, die viel Neues zutage fördert. Dt. Verl.-Anst., München 2007, ISBN 978-3-421-04319-1.
- Die Vermessung der Kultur. Der „Atlas der deutschen Volkskunde“ und die Deutsche Forschungsgemeinschaft 1920–1980 (= Studien zur Geschichte der Deutschen Forschungsgemeinschaft, Bd. 5), Stuttgart 2009. ISBN 3-515-09298-6
- mit Jürgen Vogt: Alb-Ansichten. Spaziergänge über das schwäbische Hausgebirge, Tübingen 2002. ISBN 3-87407-540-0.

Herausgeberschaften in der Reihe Eine kleine Landesbibliothek. Klöpfer & Meyer Verlag, Tübingen:
- Band 3: Hermann Kurz: Erzählungen. 2009, ISBN 978-3-940086-52-5.
- Band 4: Theodor Heuss. Schattenbeschwörung. Randfiguren der Geschichte. 2009, ISBN 978-3-940086-53-2.
- Band 8: Ottilie Wildermuth: Schwäbische Pfarrhäuser. 2009, ISBN 978-3-940086-57-0.
- Band 10: Latente Talente. Badener, Schwaben und Franken. 2010, ISBN 978-3-940086-59-4.
- Band 11: Reingeschmeckt. Essen und Trinken in Baden und Württemberg. 2010, ISBN 978-3-940086-60-0.
- Band 15: Carl Julius Weber: Demokritos. 2010, ISBN 978-3-940086-65-5.
- Band 18: Freundschaft : Beziehungen und Bekenntnisse. 2011, ISBN 978-3-940086-69-3.